# ربيع (فلم)
ربيع (بالفرنسية: Tramontane) هو فيلم دراما لبناني عرض عام 2016 وأخرجه فاتش بولغورجيان. عرض لأول مرة في قسم أسبوع النقاد الدولي في مهرجان كان السينمائي لعام 2016 حيث منح جائزة السكك الحديدية الكبرى للجمهور.

## البطولة
- بركات جبور في دور ربيع
- جوليا كاسار في دور سمر
- توفيق بركات في دور هشام
- ميشال أداباتشي في دور وسام
- أبيدو باشا في دور منير
- أوديت مخلوف في دور هناء
- جورج دياب في دور نبيل